# 序數指示符
序數指示符是一系列用於表示序數的符號。

## 用法
在西班牙语、葡萄牙語、意大利语和加利西亞語中，º和ª分別代表陽性序數指示符和陰性序數指示符，根據不同的文法性別附加在數字後面。
以義大利語為例：
而在阿斯图里亚斯语中，u用於陽性，ª用於陰性，º用於中性。
在西班牙語中，（第一陽的短尾形式）縮寫為而不是，同樣地（第三陽的短尾形式）縮寫為而不是。相同規則適用於以或結尾的複合序數詞。例如，（短尾第二十一陽）縮寫為。陰性序數詞則沒有這個問題，和分別縮寫為和。與西班牙語中的其他縮寫一樣，序數詞有一個歐文句號「.」，位於指示符之前，葡萄牙語也遵循同樣的規則。

### 英語
- -st用在以1結尾的數字（如1st, first）
- -nd用在以2結尾的數字（如92nd, ninety-second）
- -rd用在以3結尾的數字（如33rd, thirty-third）
- -th用在以11、12或13為結尾的數字（如11th, eleventh；112th, one hundred [and] twelfth），為以上規則的例外
- -th同樣用在所有其他的數字（如9th, ninth）

在19世紀的手寫稿中，序數指示符通常寫作上標（如2nd、34th）。隨著打字机在19世紀末期逐漸普及，將序數指示符寫在基線的格式越來越常見，這種用法甚至在20世紀成為一些格式指南的推薦格式。因此，《芝加哥格式手册》第17版規定：「序數中的字母不應顯示為上標（如122nd而非122nd）」，《蓝皮书》以及科學編者委員會、微軟和雅虎各自制定的格式指南也如此規定。

## 字元編碼
| 名稱                                       | 字元 | Unicode | URL    | HTML                 |
| ------------------------------------------ | ---- | ------- | ------ | -------------------- |
| 陰性序數指示符 FEMININE ORDINAL INDICATOR  | ª    | U+00AA  | %C2%AA | &ordf; &#xAA; &#170; |
| 陽性序數指示符 MASCULINE ORDINAL INDICATOR | º    | U+00BA  | %C2%BA | &ordm; &#xBA; &#186; |

### 類似符號
- U+00B0 ° DEGREE SIGN（度數符號）
- U+02DA ˚ RING ABOVE（圓圈變音符號）
- U+1D3C ᴼ MODIFIER LETTER CAPITAL O
- U+1D43 ᵃ MODIFIER LETTER SMALL A
- U+1D52 ᵒ MODIFIER LETTER SMALL O
- U+2070 ⁰ SUPERSCRIPT ZERO